# Serie B Interregionale (pallacanestro maschile)
La Serie B Interregionale è il quarto livello cestistico nazionale, nato dalla riforma dei campionati di pallacanestro del 2023 in cui la Serie B è stata suddivisa nella Serie B Nazionale e nella Serie B Interregionale tornando ad adottare una formula simile a quella utilizzata dal 1986 al 2014. Viene gestita direttamente dai Comitati Regionali FIP.

## Formato
Il campionato vede la partecipazione di 96 squadre che andranno a comporre le 3 Conference (Nord, Centro, Sud) da 32 squadre in base alla propria collocazione geografica. Le Conference a loro volta sono state suddivise in due gruppi (o Division) da 16 squadre ciascuno. La competizione si articola per ogni Conference in tre fasi:
- Fase di Qualificazione: Prevede una regular season con quindi 30 partite tra gare di andata e ritorno per Division
- Play-Off: si qualificano a tale fase le prime otto squadre classificate nelle due Division (per un totale di 16 squadre) andando a comporre i Tabelloni A e B che vedono come testa di serie per prime quattro classificate per Division andranno ad affrontare le formazioni classificate dal quinto all'ottavo posto nel girone speculare al proprio. Si gioca al meglio delle tre partite. La prima e l’eventuale terza gara si disputano in casa della miglior classificata. La vincitrice del proprio tabellone accede alla Fase Finale
- Fase Finale: si qualificano le due vincitrici dei Tabelloni A e B della propria Conference che al meglio delle tre gare. La prima e l’eventuale terza gara si disputano in casa della miglior classificata. A parità di squadre in classifica, la prima e l’eventuale terza gara si disputano in casa della prima nominata. La vincitrice di tale fase è promossa in Serie B Nazionale, mentre la formazione sconfitta accede allo Spareggio Promozione
- Spareggio Promozione: Le tre formazioni sconfitte nella Fase Finale disputano uno spareggio in campo neutro articolato su 3 giornate stabilendo l'ultima promozione nella serie superiore.
- Play-Out: Si compongono due tabelloni (C e D) ad eliminazione diretta tra le squadre classificate dal 12° al 15° posto in classifica di ogni Division. Come nei Play-off anche questa fase viene giocata al meglio delle tre partite con la prima e l’eventuale terza gara disputata in casa della miglior classificata. Le 4 formazioni sconfitte dai 2 tabelloni della propria Conference retrocedono in Serie C per un totale di 12 retrocessioni.

## Storia
A conclusione del processo di riforma dei campionati iniziato nel 2023 
si è arrivati all'abolizione della precedente Serie C Gold e alla nascita di questa nuova competizione cestistica inserendo la Serie B Interregionale  come nuovo 4º livello del campionato garantendo 4 promozioni in Serie B Nazionale (6 nell'edizione inaugurale del 2023) e 12 retrocessioni in Serie C. Per le prime due stagioni il campionato è stato articolato su 4 Conference ognuna composta da 2 Division, a seguito delle richieste di numerosi club la FIP dalla stagione 2025-2026 ha rimodulato il campionato riorganizzandolo su 3 Conference ognuna composta da 2 Division per rendere la formula del campionato più snella e meno dispendiosa dal punto di vista economico.

## Squadre partecipanti
Sono 115 le squadre che hanno preso parte all'edizione inaugurale del torneo di 4º livello della pallacanestro italiana dalla stagione 2024-2025 (le squadre attualmente impiegate nel campionato sono indicate in grassetto):
| Partecipazioni | Squadra                        | Città                          | Regione               |
| -------------- | ------------------------------ | ------------------------------ | --------------------- |
| 2              | ABC Castelfiorentino           | Castelfiorentino (FI)          | Toscana               |
| 2              | Action Now Basket Monopoli     | Monopoli                       | Puglia                |
| 2              | Adria Bari                     | Bari                           | Puglia                |
| 2              | Amatori Pescara 1976           | Pescara                        | Abruzzo               |
| 2              | Angri Pallacanestro            | Angri (SA)                     | Campania              |
| 2              | Attila Junior Basket           | Porto Recanati (MC)            | Marche                |
| 2              | Barcellona Basket 4.0          | Barcellona-Pozzo Di Gotto (ME) | Sicilia               |
| 2              | Basket 7 Laghi Gazzada         | Gazzada Schianno (VA)          | Lombardia             |
| 2              | Basket Cecina                  | Cecina (LI)                    | Toscana               |
| 2              | Basket Club Serravalle         | Serravalle Scrivia (AL)        | Piemonte              |
| 2              | Basket College Borgomanero     | Borgomanero (NO)               | Piemonte              |
| 2              | Basket Corato                  | Corato (BA)                    | Puglia                |
| 2              | Basket Ferentino 1977          | Ferentino (FR)                 | Lazio                 |
| 2              | Basket Iseo                    | Iseo (BS)                      | Lombardia             |
| 2              | Basket School Messina          | Messina                        | Sicilia               |
| 2              | Basket Team 1995 Pizzighettone | Pizzighettone (CR)             | Lombardia             |
| 2              | Basketball Club Lucca          | Lucca                          | Toscana               |
| 2              | Basketball Gallarate           | Gallarate (VA)                 | Lombardia             |
| 2              | Bim Bum Basket Rende           | Rende (CS)                     | Calabria              |
| 2              | Bluorobica Bergamo             | Bergamo                        | Lombardia             |
| 2              | Bologna Basket 2016            | Bologna                        | Emilia-Romagna        |
| 2              | Bramante Basket Pesaro         | Pesaro                         | Marche                |
| 2              | Campus Varese                  | Varese                         | Lombardia             |
| 2              | Carver ROMA Cinecittà          | Cinecittà (RM)                 | Lazio                 |
| 2              | Castanea Basket                | Messina                        | Sicilia               |
| 2              | Centro Basket Mondragone       | Mondragone (CE)                | Campania              |
| 2              | Cestistica Benevento           | Benevento                      | Campania              |
| 2              | Collegno Basket                | Collegno (TO)                  | Piemonte              |
| 2              | Corona Platina Piadena         | Piadena Drizzona (CR)          | Lombardia             |
| 2              | Dany Basket Quarrata           | Quarrata (PT)                  | Toscana               |
| 2              | Derthona Basketball Lab        | Tortona (AL)                   | Piemonte              |
| 2              | Dinamo Basket Brindisi         | Brindisi                       | Puglia                |
| 2              | Esperia Cagliari               | Cagliari                       | Sardegna              |
| 2              | Etrusca San Miniato            | San Miniato (PI)               | Toscana               |
| 2              | Falconstar Basket              | Monfalcone (GO)                | Friuli-Venezia Giulia |
| 2              | Felice Scandone                | Avellino                       | Campania              |
| 2              | Ferrara Basket 2018            | Ferrara                        | Emilia-Romagna        |
| 2              | Jadran Gostol Trieste          | Trieste                        | Friuli-Venezia Giulia |
| 2              | Junior Libertas Casale         | Casale Monferrato (AL)         | Piemonte              |
| 2              | Libertas Cernusco              | Cernusco sul Naviglio (MI)     | Lombardia             |
| 2              | Loreto Basket Pesaro           | Pesaro                         | Marche                |
| 2              | Mola New Basket                | Mola di Bari (BA)              | Puglia                |
| 2              | Montebelluna Basket            | Montebelluna (TV)              | Veneto                |
| 2              | Nuovo Basket Aquilano          | L'Aquila                       | Abruzzo               |
| 2              | Oderzo Basket                  | Oderzo (TV)                    | Veneto                |
| 2              | Oleggio Basket                 | Oleggio (NO)                   | Piemonte              |
| 2              | Olimpia Castello 2010          | Castel San Pietro Terme (BO)   | Emilia-Romagna        |
| 2              | Olimpia Legnaia                | Firenze                        | Toscana               |
| 2              | Pallacanestro Gardonese        | Gardone Val Trompia (BS)       | Lombardia             |
| 2              | Pallacanestro Nervianese 1919  | Nerviano (MI)                  | Lombardia             |
| 2              | Pallacanestro Palestrina       | Palestrina (RM)                | Lazio                 |
| 2              | Pallacanestro Pavia            | Pavia                          | Lombardia             |
| 2              | Pallacanestro San Bonifacio    | San Bonifacio (VR)             | Veneto                |
| 2              | Pallacanestro Senigallia       | Senigallia (AN)                | Marche                |
| 2              | Pallacanestro Sestri           | Genova                         | Liguria               |
| 2              | Pallacanestro Viola            | Reggio Calabria                | Calabria              |
| 2              | Pescara Basket 2.0             | Pescara                        | Abruzzo               |
| 2              | Petrarca Basket Padova         | Padova                         | Veneto                |
| 2              | Polisportiva Supernova         | Fiumicino (RM)                 | Lazio                 |
| 2              | Power Basket Salerno           | Salerno                        | Campania              |
| 2              | Promobasket Marigliano         | Marigliano (NA)                | Campania              |
| 2              | Robur Basket Saronno           | Saronno (VA)                   | Lombardia             |
| 2              | Roseto Basket 20.20            | Roseto degli Abruzzi (TE)      | Abruzzo               |
| 2              | Sangiorgese Legnano            | San Giorgio su Legnano (MI)    | Lombardia             |
| 2              | Sansebasket Cremona            | Cremona                        | Lombardia             |
| 2              | Scuola Basket Arezzo           | Arezzo                         | Toscana               |
| 2              | Siaz Basket Piazza Armerina    | Piazza Armerina (EN)           | Sicilia               |
| 2              | Sistema Basket Pordenone       | Pordenone                      | Friuli-Venezia Giulia |
| 2              | Social OSA Milano              | Milano                         | Lombardia             |
| 2              | Spezia Basket Club             | La Spezia                      | Liguria               |
| 2              | Stella Azzurra Viterbo Basket  | Viterbo                        | Lazio                 |
| 2              | Svincolati Milazzo             | Milazzo (ME)                   | Sicilia               |
| 2              | Sveva Pallacanestro Lucera     | Lucera (FG)                    | Puglia                |
| 2              | Teramo a spicchi 2K20          | Teramo                         | Abruzzo               |
| 2              | USE Basket Empoli              | Empoli (FI)                    | Toscana               |
| 2              | Valdiceppo Basket              | Perugia                        | Umbria                |
| 2              | Vigor Basket Matelica          | Matelica (MC)                  | Marche                |
| 2              | Virtus Basket Civitanova       | Civitanova Marche (MC)         | Marche                |
| 2              | Virtus Basket Molfetta         | Molfetta (BA)                  | Puglia                |
| 2              | Virtus Siena                   | Siena                          | Toscana               |
| 1              | Air Basket Termoli             | Termoli (CB)                   | Molise                |
| 1              | Amatori Savigliano             | Savigliano (CN)                | Piemonte              |
| 1              | Basket 2000 Reggio Emilia      | Reggio Emilia                  | Emilia-Romagna        |
| 1              | Basket Academy Catanzaro       | Catanzaro                      | Calabria              |
| 1              | Basket Club Jesolo             | Jesolo (VE)                    | Veneto                |
| 1              | Basket Don Bosco Crocetta      | Torino                         | Piemonte              |
| 1              | Bergamo Basket 2014            | Bergamo                        | Lombardia             |
| 1              | CAB 1968 Ancona                | Ancona                         | Marche                |
| 1              | Campus Piemonte                | Alba (CN)                      | Piemonte              |
| 1              | Canusium Basket                | Canosa di Puglia (BT)          | Puglia                |
| 1              | CJ Basket Taranto              | Taranto                        | Puglia                |
| 1              | CUS Catania                    | Catania                        | Sicilia               |
| 1              | Dinamo Gorizia                 | Gorizia                        | Friuli-Venezia Giulia |
| 1              | Fortitudo Messina              | Messina                        | Sicilia               |
| 1              | Junior Basket Curtatone        | Curtatone (MN)                 | Lombardia             |
| 1              | Lions Bisceglie                | Bisceglie                      | Puglia                |
| 1              | Mens Sana Basketball Siena     | Siena                          | Toscana               |
| 1              | New Flying Balls               | Ozzano dell'Emilia             | Emilia-Romagna        |
| 1              | New Fortitudo Isernia          | Isernia                        | Molise                |
| 1              | Orlandina Basket               | Capo d'Orlando (ME)            | Sicilia               |
| 1              | Pallacanestro Antoniana        | Marigliano (NA)                | Campania              |
| 1              | Pallacanestro Fulgor Fidenza   | Fidenza (PR)                   | Emilia-Romagna        |
| 1              | Pallacanestro Sala Consilina   | Sala Consolina (SA)            | Campania              |
| 1              | Pisaurum Basket                | Pesaro                         | Marche                |
| 1              | San Nilo Sport Grottaferrata   | Grottaferrata (RM)             | Lazio                 |
| 1              | SPO Basket                     | Ostiense (RM)                  | Lazio                 |
| 1              | Svethia Recanati basket        | Recanati (MC)                  | Marche                |
| 1              | Tigers Romagna                 | Cesena                         | Emilia-Romagna        |
| 1              | Vasto Basket                   | Vasto (CH)                     | Abruzzo               |
| 1              | Virtus KLEB Ragusa             | Ragusa                         | Sicilia               |
| 1              | Virtus Matera                  | Matera                         | Basilicata            |
| 1              | Virtus Murano 1954             | Venezia                        | Veneto                |
| 1              | Virtus Padova                  | Padova                         | Veneto                |
| 1              | Virtus Roma 1960               | Roma                           | Lazio                 |
| 1              | Vismederi Costone Siena        | Siena                          | Toscana               |

### Numero di partecipazioni per città
| Città                          | Partecipazioni | Squadra                                                           | Regione               |
| ------------------------------ | -------------- | ----------------------------------------------------------------- | --------------------- |
| Messina                        | 5              | Basket School Messina, Castanea Basket, Fortitudo Messina         | Sicilia               |
| Pesaro                         | 5              | Bramante Basket Pesaro, Loreto Basket Pesaro, Pisaurum Basket     | Marche                |
| Pescara                        | 4              | Pescara Basket 2.0, Amatori Pescara 1976                          | Abruzzo               |
| Siena                          | 4              | Mens Sana Basketball Siena, Vismederi Costone Siena, Virtus Siena | Toscana               |
| Marigliano (NA)                | 3              | Promobasket Marigliano, Pallacanestro Antoniana                   | Campania              |
| Bergamo                        | 3              | Bergamo Basket 2014, Bluorobica Bergamo                           | Lombardia             |
| Padova                         | 3              | Petrarca Basket Padova, Virtus Padova                             | Veneto                |
| Angri (SA)                     | 2              | Angri Pallacanestro                                               | Campania              |
| Arezzo                         | 2              | Scuola Basket Arezzo                                              | Toscana               |
| Avellino                       | 2              | Felice Scandone                                                   | Campania              |
| Barcellona-Pozzo Di Gotto (ME) | 2              | Barcellona Basket 4.0                                             | Sicilia               |
| Bari                           | 2              | Adria Bari                                                        | Puglia                |
| Benevento                      | 2              | Cestistica Benevento                                              | Campania              |
| Bologna                        | 2              | Bologna Basket 2016                                               | Emilia-Romagna        |
| Borgomanero (NO)               | 2              | Basket College Borgomanero                                        | Piemonte              |
| Brindisi                       | 2              | Dinamo Basket Brindisi                                            | Puglia                |
| Cagliari                       | 2              | Esperia Cagliari                                                  | Sardegna              |
| Casale Monferrato (AL)         | 2              | Junior Libertas Casale                                            | Piemonte              |
| Castel San Pietro Terme (BO)   | 2              | Olimpia Castello 2010                                             | Emilia-Romagna        |
| Castelfiorentino (FI)          | 2              | ABC Castelfiorentino                                              | Toscana               |
| Cecina (LI)                    | 2              | Basket Cecina                                                     | Toscana               |
| Cernusco sul Naviglio (MI)     | 2              | Libertas Cernusco                                                 | Lombardia             |
| Cinecittà (RM)                 | 2              | Carver ROMA Cinecittà                                             | Lazio                 |
| Civitanova Marche (MC)         | 2              | Virtus Basket Civitanova                                          | Marche                |
| Collegno (TO)                  | 2              | Collegno Basket                                                   | Piemonte              |
| Corato (BA)                    | 2              | Basket Corato                                                     | Puglia                |
| Cremona                        | 2              | Sansebasket Cremona                                               | Lombardia             |
| Empoli (FI)                    | 2              | USE Basket Empoli                                                 | Toscana               |
| Ferentino (FR)                 | 2              | Basket Ferentino 1977                                             | Lazio                 |
| Ferrara                        | 2              | Ferrara Basket 2018                                               | Emilia-Romagna        |
| Firenze                        | 2              | Olimpia Legnaia                                                   | Toscana               |
| Fiumicino (RM)                 | 2              | Polisportiva Supernova                                            | Lazio                 |
| Gallarate (VA)                 | 2              | Basketball Gallarate                                              | Lombardia             |
| Gardone Val Trompia (BS)       | 2              | Pallacanestro Gardonese                                           | Lombardia             |
| Gazzada Schianno (VA)          | 2              | Basket 7 Laghi Gazzada                                            | Lombardia             |
| Genova                         | 2              | Pallacanestro Sestri                                              | Liguria               |
| Iseo (BS)                      | 2              | Basket Iseo                                                       | Lombardia             |
| L'Aquila                       | 2              | Nuovo Basket Aquilano                                             | Abruzzo               |
| La Spezia                      | 2              | Spezia Basket Club                                                | Liguria               |
| Lucca                          | 2              | Basketball Club Lucca                                             | Toscana               |
| Lucera (FG)                    | 2              | Sveva Pallacanestro Lucera                                        | Puglia                |
| Matelica (MC)                  | 2              | Vigor Basket Matelica                                             | Marche                |
| Milano                         | 2              | SocialOSA. Milano                                                 | Lombardia             |
| Milazzo (ME)                   | 2              | Svincolati Milazzo                                                | Sicilia               |
| Mola di Bari (BA)              | 2              | Mola New Basket                                                   | Puglia                |
| Molfetta (BA)                  | 2              | Virtus Basket Molfetta                                            | Puglia                |
| Mondragone (CE)                | 2              | Centro Basket Mondragone                                          | Campania              |
| Monfalcone (GO)                | 2              | Falconstar Basket                                                 | Friuli-Venezia Giulia |
| Monopoli                       | 2              | Action Now Basket Monopoli                                        | Puglia                |
| Montebelluna (TV)              | 2              | Montebelluna Basket                                               | Veneto                |
| Nerviano (MI)                  | 2              | Pallacanestro Nervianese 1919                                     | Lombardia             |
| Oleggio (NO)                   | 2              | Oleggio Basket                                                    | Piemonte              |
| Oderzo (TV)                    | 2              | Oderzo Basket                                                     | Veneto                |
| Palestrina (RM)                | 2              | Pallacanestro Palestrina                                          | Lazio                 |
| Pavia                          | 2              | Pallacanestro Pavia                                               | Lombardia             |
| Perugia                        | 2              | Valdiceppo Basket                                                 | Umbria                |
| Piadena Drizzona (CR)          | 2              | Corona Platina Piadena                                            | Lombardia             |
| Piazza Armerina (EN)           | 2              | Siaz Basket Piazza Armerina                                       | Sicilia               |
| Pizzighettone (CR)             | 2              | Basket Team 1995 Pizzighettone                                    | Lombardia             |
| Pordenone                      | 2              | Sistema Basket Pordenone                                          | Friuli-Venezia Giulia |
| Porto Recanati (MC)            | 2              | Attila Junior Basket                                              | Marche                |
| Quarrata (PT)                  | 2              | Dany Basket Quarrata                                              | Toscana               |
| Reggio Calabria                | 2              | Pallacanestro Viola                                               | Calabria              |
| Rende (CS)                     | 2              | Bim Bum Basket Rende                                              | Calabria              |
| Roseto degli Abruzzi (TE)      | 2              | Roseto Basket 20.20                                               | Abruzzo               |
| San Bonifacio (VR)             | 2              | Pallacanestro San Bonifacio                                       | Veneto                |
| San Giorgio su Legnano (MI)    | 2              | Sangiorgese Legnano                                               | Lombardia             |
| San Miniato (PI)               | 2              | Etrusca San Miniato                                               | Toscana               |
| Saronno (VA)                   | 2              | Robur Basket Saronno                                              | Lombardia             |
| Senigallia (AN)                | 2              | Pallacanestro Senigallia                                          | Marche                |
| Serravalle Scrivia (AL)        | 2              | Basket Club Serravalle                                            | Piemonte              |
| Teramo                         | 2              | Teramo a spicchi 2K20                                             | Abruzzo               |
| Tortona (AL)                   | 2              | Derthona Basketball Lab                                           | Piemonte              |
| Trieste                        | 2              | Jadran Gostol Trieste                                             | Friuli-Venezia Giulia |
| Varese                         | 2              | Campus Varese                                                     | Lombardia             |
| Viterbo                        | 2              | Stella Azzurra Viterbo Basket                                     | Lazio                 |
| Venezia                        | 1              | Virtus Murano 1954                                                | Veneto                |
| Alba (CN)                      | 1              | Campus Piemonte                                                   | Piemonte              |
| Ancona                         | 1              | CAB 1968 Ancona                                                   | Marche                |
| Bisceglie                      | 1              | Lions Bisceglie                                                   | Puglia                |
| Canosa di Puglia (BT)          | 1              | Canusium Basket                                                   | Puglia                |
| Capo d'Orlando (ME)            | 1              | Orlandina Basket                                                  | Sicilia               |
| Catania                        | 1              | CUS Catania                                                       | Sicilia               |
| Catanzaro                      | 1              | Basket Accademy Catanzaro                                         | Calabria              |
| Cesena                         | 1              | Tigers Romagna                                                    | Emilia-Romagna        |
| Curtatone (MN)                 | 1              | Junior Basket Curtatone                                           | Lombardia             |
| Fidenza (PR)                   | 1              | Pallacanestro Fulgor Fidenza                                      | Emilia-Romagna        |
| Gorizia                        | 1              | Dinamo Gorizia                                                    | Friuli-Venezia Giulia |
| Grottaferrata (RM)             | 1              | San Nilo Sport Grottaferrata                                      | Lazio                 |
| Isernia                        | 1              | New Fortitudo Isernia                                             | Molise                |
| Jesolo (VE)                    | 1              | Basket Club Jesolo                                                | Veneto                |
| Matera                         | 1              | Virtus Matera                                                     | Basilicata            |
| Ostiense (RM)                  | 1              | SPO Basket                                                        | Lazio                 |
| Ozzano dell'Emilia             | 1              | New Flying Balls                                                  | Emilia-Romagna        |
| Ragusa                         | 1              | Virtus KLEB Ragusa                                                | Sicilia               |
| Recanati (MC)                  | 1              | Svethia Recanati basket                                           | Marche                |
| Reggio Emilia                  | 1              | Basket 2000 Reggio Emilia                                         | Emilia-Romagna        |
| Roma                           | 1              | Virtus Roma 1960                                                  | Lazio                 |
| Sala Consolina (SA)            | 1              | Pallacanestro Sala Consilina                                      | Campania              |
| Salerno                        | 1              | Power Basket Salerno                                              | Campania              |
| Savigliano (CN)                | 1              | Amatori Savigliano                                                | Piemonte              |
| Taranto                        | 1              | CJ Basket Taranto                                                 | Puglia                |
| Termoli (CB)                   | 1              | Air Basket Termoli                                                | Molise                |
| Torino                         | 1              | Basket Don Bosco Crocetta                                         | Piemonte              |
| Vasto (CH)                     | 1              | Vasto Basket                                                      | Abruzzo               |

### Numero di partecipazioni per Regione
La Lombardia è la regione più rappresentata nella competizione con 17 partecipanti (dalla stagione 2024/2025). Il Trentino-Alto Adige e la Valle d'Aosta sono le uniche regioni che non hanno mai avuto squadre partecipanti al campionato dalla sua istituzione come Serie B interregionale.
| Regione               | Numero Squadre |
| --------------------- | -------------- |
| Lombardia             | 17             |
| Toscana               | 11             |
| Campania              | 9              |
| Marche                | 9              |
| Sicilia               | 9              |
| Piemonte              | 9              |
| Puglia                | 9              |
| Lazio                 | 8              |
| Veneto                | 7              |
| Emilia-Romagna        | 7              |
| Abruzzo               | 6              |
| Friuli-Venezia Giulia | 4              |
| Calabria              | 3              |
| Liguria               | 2              |
| Molise                | 2              |
| Basilicata            | 1              |
| Sardegna              | 1              |
| Umbria                | 1              |

## Albo d'oro
- 2023-2024 ·  Robur Saronno;  Bergamo Basket 2014;  Virtus Roma 1960;  Orlandina Basket;  Fulgor Fidenza;  Virtus Ragusa (promosse tramite spareggio)
- 2024-2025[4] ·  Dany Basket Quarrata;  Ferrara Basket 2018;  Loreto Basket;  Siaz Basket Piazza Armerina
- 2025-2026 · da assegnare